# Inundacions d'Accra de 2015
Les inundacions d'Accra en 2015 van ser el resultat de les fortes i contínues precipitacions a Accra, la ciutat més gran de Ghana. Les pluges van començar el dia 1 de juny de 2015. Altres causes d'aquesta inundació foren la planificació inadequada dels barris d'Accra, els canalons obstruïts que bloquegen el sistema de drenatge i alguns altres factors humans. Les inundacions van provocar un trànsit intens en les carreteres de la ciutat i també la paralització de les activitats comercials, ja que els mercats es van inundar i els treballadors es van quedar atrapats.
L'alcalde de l'Assemblea Metropolitana d'Accra, Alfred Oko Vanderpuije, va descriure les inundacions com a crítiques. Almenys 25 persones han mort directament per la inundació, mentre que l'explosió d'una gasolinera causada per la inundació va matar almenys a 200 persones més.
El president del país, John Mahama, ha declarat 3 dies de dol nacional per les víctimes afectades per la inundació i l'explosió. El govern també ha alliberat 60 milions de cedis (quasi uns 12.800.000 euros) per ajudar a les víctimes.